# Žabnica (Chorwacja)
Žabnica – wieś w Chorwacji, w żupanii zagrzebskiej, w gminie Farkaševac. W 2011 roku liczyła 183 mieszkańców.